# Уховецк
Ухове́цк (укр. Уховецьк) — село в Колодяжненской сельской общине Ковельского района Волынской области Украины.
Код КОАТУУ — 0722189501. Население по переписи 2001 года составляет 824 человека. Почтовый индекс — 45044. Телефонный код — 3352. Занимает площадь 5561 км².

## Известные уроженцы
- Лазарчук, Андроник Григорьевич (1870—1934) — художник, педагог, культурный деятель.